# 前营乡 (宝丰县)
前营乡，是中华人民共和国河南省平顶山市宝丰县下辖的一个乡镇级行政单位。

## 行政区划
前营乡下辖以下地区：
前营村、大吴庄村、大连庄村、小连庄村、关帝庙村、韩王庄村、郜湾村、北郭庄村、郭湾村、五龙庙村、杨庄村、何寨村、袁庄村、张旗营村、张洪庄村、张吴庄村、马庄村、店东村、店西村、店南村、小店头村、岳坟沟村、翟庄村、槐树岭村和曹庄村。